# Bogdan Borusewicz
Bogdan Michał Borusewicz  (Lidzbark Warmiński, 11 de enero de 1949) es un político polaco, presidente del Senado desde el año 2005. Estudiaba en la Universidad Católica de Lublin. Antes del 1989 participó en la oposición contra el gobierno comunista. Fue miembro de, entre otros, Comité de Defensa de los Obreros y "Solidarność".